# Човек који је појео вука
Човек који је појео вука југословенски филм из 1981. године. Режирао га је Ђорђе Кадијевић, а сценарио је писао Миодраг Маријановић.

## Радња
Сеоски пинтор је талентовани дуборезац који не може да се посвети својој животној дуборезачкој уметности због назадног места у ком живи. Неодрађени послови га доводе у лошу финансијску ситуацију због чега мора да се исели из радионице. Његова уметничка дела пропадају на снегу и нико не жели да му помогне, да би му на крају и спалили фигуре. Дубоко погођен одлучује да оде у шуму и направи највећи свој дуборезачки рад на огромном стаблу. У томе му помаже кум и глувонема девојка. Опасности вребају од вукова и хладне зиме, али његова опсесија ка успеху је већа.

## Улоге
| Глумац            | Улога                |
| ----------------- | -------------------- |
| Александар Берчек | Сеоски пинтер Алекса |
| Весна Милетић     | Глувонема Зора       |
| Миодраг Крстовић  | Алексин кум          |
| Богољуб Петровић  | Шумар                |
| Владан Живковић   | Учитељ               |
| Љубомир Ћипранић  | Сељак чија су бурад  |
| Миња Војводић     | Сељак чија је каца   |
| Мирко Бабић       | Власник радионице    |
| Љубо Шкиљевић     | Табаџија             |
| Дамјан Клашња     | Сељак 1              |
| Богољуб Новаковић | Сељак 2              |